# Pacemaker
Pacemaker (englisch für Schrittmacher) ist eine gebräuchliche freie Software für die Ressourcenverwaltung in mit Linux betriebenen Hochverfügbarkeits-Clustern (Cluster Ressourcen Management, CRM). Es ist in viele gebräuchliche Linux-Systeme integriert oder wird als Erweiterung angeboten, wie mit der High Availability Extension des SUSE Linux Enterprise Server.
Pacemaker wird als freie Software auch im Quelltext verbreitet, wobei es unter der GNU General Public License (GPL) steht – ausgenommen von den Programmbibliotheken und Header-Dateien, die unter der etwas liberaleren GNU Lesser General Public License (LGPL) stehen.

## Funktion
Es verwaltet den Betrieb von (per Skript gestarteten) Server-Diensten auf einem Rechnercluster zur Gewährleistung der jeweils höchstmöglichen Verfügbarkeit, überwacht Server und Dienstprogramme.
Zur Kommunikation der Knoten untereinander wird Corosync empfohlen.
Pacemaker unterstützt die Steuerung von STONITH-Geräten, mit denen Knoten im Falle einer Abtrennung vom Cluster-Betrieb automatisch abgeschaltet werden können.
Es ist eine Linux-Software, die eventuell auch auf anderen unixoiden Systemen funktioniert.

## Geschichte
Pacemaker war früher Teil des Linux-HA-Projektes; es ist der 2008 neugeschriebene Nachfolger von Heartbeat, der in ein neues Projekt abgespalten wurde. Es wurde von SUSE-Entwicklern (hauptsächlich in der Programmiersprache C) entwickelt, wodurch auch als erstes für den Betrieb mit SUSE kommerzielle technische Unterstützung verfügbar ist.
Seit geraumer Zeit arbeitet Red Hat an einer Implementierung von Pacemaker in ihre Red Hat Cluster Suite. In Red Hat Enterprise Linux 6.X ist Pacemaker als technical preview enthalten. Ab RHEL 7 ist Pacemaker der Standard Cluster Resource Manager bei Red Hat.